# Лондонский радиевый институт

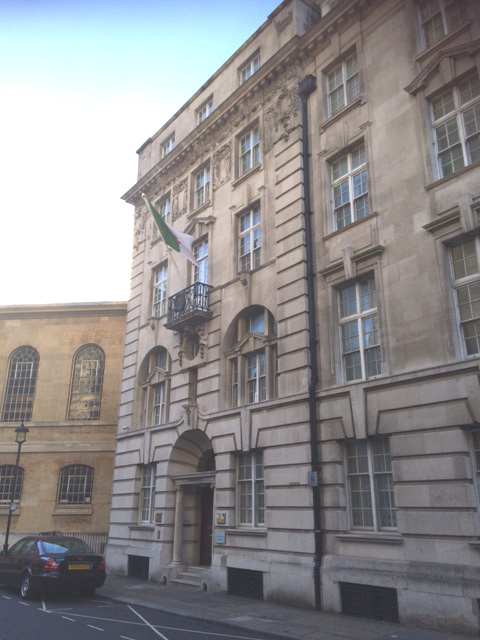
Помещения Лондонского радиевого института, Райдинг-Хаус-стрит, 1 и 3, в настоящее время посольство Алжира

Лондонский радиевый институт — учреждение в сфере здравоохранения, созданное в 1909 году по инициативе короля Эдуарда VII. Первоначально институт финансировался Эрнестом Касселем и Эдвардом Гиннессом. Архитектору Филлипсу Фиггису было поручено построить помещения на Райдинг-Хаус-стрит, дом 1 и 3. Первая часть постройки была готова в 1911 году. Вторая была завершена в 1914 году. Сейчас это здание является памятником архитектуры Соединённого Королевства.
Институт занимался прикладными исследованиями в области медицинского использования радия. Первоначально применение было только наружным, с последующим развитием внутреннего. Утверждалось, что в первый год работы из тридцати девяти пролеченных случаев рака матки три пациентки были выписаны как выздоровевшие, а другие девятнадцать были выписаны с «улучшением состояния». В ходе исследований в 1920-х годах погибло несколько сотрудников.

## Председатели
- 1909–1923 сэр Фредерик Тривс
- 1923–1925 Малькольм Моррис[англ.]
- 1925–1929 Энтони Боулби[англ.]